# Rehbock (Gerät)
Rehbock war der Deckname eines im Zweiten Weltkrieg eingesetzten Funkzielgerätes (FuZG) mit der Kurzbezeichnung FuZG 64.
Funkzielgeräte wie das FuZG 64 dienten der Wehrmacht als Hilfsmittel zur Entfernungskalibrierung von Funkmessgeräten (FuMG) – heute nennt man sie Radargeräte – wie beispielsweise dem FuMG 40 „Mainz“, FuMG 41 „Mannheim“, FuMG 62 „Würzburg“ oder dem FuMG 65 „Würzburg-Riese“. Dazu empfing das FuZG mithilfe einer Antenne das vom zu prüfenden FuMG ausgesendete Hochfrequenzsignal (HF-Signal), verzögerte es um eine gewisse Zeitspanne und sendete es danach wieder zurück. Auf diese Weise wurde ein Radarziel in einer bestimmten Entfernung simuliert.
Hergestellt wurde das FuZG 64 Rehbock unter dem Fertigungskennzeichen bou von der Telefunken Gesellschaft für drahtlose Telegrafie m.b.H. in Berlin-Zehlendorf.

## Funktion
Rehbock bestand im Wesentlichen aus einem Senderteil SZG 64 mit direkt montierter Antenne sowie einem Bedienungsgerät BG 64. Der Sender, bei dem es sich in Wirklichkeit um einen Sendeempfänger mit eingebautem Netzteil handelte, wurde in einer Höhe von etwa 14 m oben auf einem Antennenmast angebracht, der in einem Abstand von 30 m stand, während die Anlage mithilfe des abgesetzten Bedienteils vom Boden aus eingestellt und gewartet werden konnte.
Bei der Antenne handelte es sich um einen Kreuzdipol („Drehfeldantenne“), der für die vom FuMG erzeugte zirkulare Polarisation geeignet war. Jeder der insgesamt vier Dipolstäbe konnte mithilfe einschraubbarer Spitzen auf die Betriebswellenlänge abgestimmt werden. Zwei der vier Stäbe wurden über fest eingestellte Lambda-Viertel-Umwegleitungen betrieben, um die gewünschte zirkulare Polarisation zu erhalten. Hinter dem Kreuzdipol befand sich ein scheibenförmiger Reflektor.
Der Sendeempfänger enthielt ein HF-Empfangsteil und ein dazu passendes Sendeteil, die beide mit demselben, in der Frequenz einstellbaren, Lokaloszillator (LO) gespeist wurden, sowie, als charakteristische Komponente, eine akustische Verzögerungsleitung.
Das vom zu prüfenden FuMG ausgesendete HF-Signal mit einer Frequenz im Dezimeterwellenbereich, typisch bei ungefähr 560 MHz, wurde im HF-Empfangsteil mithilfe des LO-Signals auf eine Zwischenfrequenz (ZF) von 25 MHz umgesetzt. Dieses ZF-Signal wurde anschließend durch einen piezoelektrischen Wandler in Schallwellen umgewandelt, die in einen massiven Glasstab übertragen wurden. Die Ausbreitungsgeschwindigkeit von akustischen Wellen in Glas beträgt etwa 6000 m/s. Bezogen auf nahezu 300.000.000 m/s, der  Geschwindigkeit von elektromagnetischen Wellen in Luft, ist das um den Faktor 50.000 langsamer. Am Ende des Glasstabs wurden die Ultraschallwellen reflektiert und gelangten zum Piezoelement zurück. Hier wurden sie wieder in ein elektrisches Signal zurückverwandelt. Da der Glasstab eine Länge von etwa 85 mm hatte und die Schallwelle die Strecke hin- und zurücklief, ergab sich so eine Verzögerungszeit von etwa 34 µs. Diese Verzögerungszeit entspricht einer Zielentfernung von rund 5000 m oder 50 hm. Hektometer (hm) war das bei der Artillerie damals gebräuchliche dezimale Vielfache für Entfernungsangaben. Der genaue Verzögerungswert hing von den individuellen Eigenschaften des eingesetzten Glasstabes ab und war vorab messtechnisch ermittelt und vermerkt worden.
Das so verzögerte Signal wurde mithilfe des LOs („Überlagerers“) wieder in den ursprünglichen Trägerfrequenzbereich zurückgemischt und über die Dipolantenne zum FuMG zurückgesendet. Auf diese Weise wurde die Radarreflexion eines echten, hier in 5 km Entfernung befindlichen, Radarziels simuliert. Durch Mehrfachreflexionen innerhalb des Glasstabes gab es darüber hinaus weitere Echos in größeren Entfernungen, die als zusätzliche Kalibriermarken genutzt wurden. Die dazugehörigen präzisen Entfernungsangaben befanden sich auf einer speziellen Plakette (siehe unter Weblinks), beispielsweise bei 47,40 hm, 94,00 hm und 140,35 hm.